# 普安卫
普安卫，明朝卫所。
洪武十五年（1382年）置，治所在今贵州省盘县。属云南都司。二十二年升为军民指挥使司。清康熙二十六年（1687年）废。 